# Willi Wolfradt
Willi Wolfradt (geboren 19. Juni 1892 in Berlin; gestorben 30. September 1988 in Hamburg) war ein deutscher Kunstschriftsteller und -kritiker, Redakteur und Lektor.

## Herkunft
Willi Wolfradt wurde am 19. Juni 1892 als Sohn jüdischer Eltern in Berlin geboren. Aaron Heinrich Wolfradt und dessen Ehefrau Gisela ließen ihren Sohn am 6. Oktober 1892 in der evangelischen Gemeinde der Neuen Kirche taufen.

## Studium und kulturhistorische Arbeit
Wolfradt studierte Kunstgeschichte. Während des Ersten Weltkriegs musste er das Studium unterbrechen. 1922 wurde Wolfradt an der Universität Freiburg mit magna cum laude promoviert. 1924 erschien seine Dissertation Caspar David Friedrich und die Landschaft der Romantik im Mauritius-Verlag Berlin. Bereits 1921 erschien in der Reihe „Junge Kunst“ im Verlag Klinkhardt & Biermann Leipzig die erste Monographie über George Grosz. Seither verband die beiden Männer eine lebenslange Freundschaft. 1924 folgte eine Monographie über Otto Dix, den Wolfradt allerdings nicht persönlich kennenlernte, danach noch eine Monographie über Lyonel Feininger. Ab 1923 war Wolfradt Redakteur der Kunstzeitschrift Cicerone in Berlin. Gleichzeitig arbeitete er als Kunstkritiker für das von Paul Westheim geleitete Kunstblatt und die Weltbühne. Regelmäßig schrieb er auch für die Zeitschrift Die Lebenden, die der Görlitzer Ludwig Kunz herausgab.

## Flucht und Exil
Als politisch und rassisch Verfolgter emigrierte Wolfradt im April 1933 nach Frankreich. Er musste seine umfangreiche kunsthistorische Bibliothek und seine ganze Habe zurücklassen. Mit Beginn des Zweiten Weltkriegs am 1. September 1939 wurde er sofort wegen seiner deutschen Herkunft inhaftiert und in den Lagern von Les Milles, Gurs, Rivesaltes und erneut in Gurs festgehalten. Nach der deutschen Besetzung Frankreichs war er mehrmals zur Deportation bestimmt, wurde aber stets durch Kräfte der protestantischen Untergrundbewegung Frankreichs im letzten Augenblick befreit. Von April bis Mai 1943 lebte er in der Illegalität, bis ihm die Flucht über die Schweizer Grenze gelang. 1946 siedelte Wolfradt in die Vereinigten Staaten über und arbeitete als Kritiker in New York.

## Neuanfang
1951 kehrte er in die Bundesrepublik Deutschland zurück, weil er sich nach eigenem Bekunden stark mit Europa verbunden fühlte. Von 1953 bis 1961 war er als Cheflektor im Rowohlt Verlag in Reinbek bei Hamburg tätig. Wolfradt richtete 1961 die Reihe rororo Thriller ein. Er übersetzte unter anderem Texte von Jean-Paul Sartre. Sein Wunsch, eine Auswahl seiner Texte bei Rowohlt zu veröffentlichen, erfüllte sich nicht.
Fast erblindet starb Willi Wolfradt am 30. September 1988 im Alter von 96 Jahren in Hamburg.

## Schriften (Auswahl)
- Willi Wolfradt: Zwischen den Kulturen. In: Die neue Rundschau. XXXter Jahrgang der Freien Bühne. Zehntes Heft. Oktober 1919. Berlin S. Fischer Verlag.
- Willi Wolfradt: Die neue Plastik. Tribüne der Kunst und Zeit. Herausgeber: Kasimir Edschmid. Ulrich Reiss Verlag Berlin 1920.
- Willi Wolfradt: Junge Kunst. George Grosz. Klinkhardt & Biermann, Leipzig 1921.
- Willi Wolfradt: Otto Dix. In: Junge Kunst. Band 41, Klinkhardt & Biermann, Leipzig 1924, S. 5–15.
- Willi Wolfradt: Junge Kunst. Lyonel Feininger. Klinkhardt & Biermann, Leipzig 1924.
- Willi Wolfradt: Caspar David Friedrich und die Landschaft der Romantik. Mauritius Verlag Berlin 1924.
- Willi Wolfradt: Hundert Jahre Berliner Kunst. In: Der Cicerone. Halbmonatsschrift für Künstler, Kunstfreunde und Sammler. Heft 12, Jahrgang 21. Zweites Juni-Heft 1929. Klinkhardt & Biermann Verlag Leipzig Berlin, S. 348 ff.
- Willi Wolfradt: Clownsbilder. In: Kunst der Zeit. Zeitschrift der Künstlerselbsthilfe. Ausgabe B. Heft Nr. 4. 1. Jahrgang, Januar 1930, S. 73 ff.
- Willi Wolfradt: Schienen in der Landschaft. In: Kunst der Zeit. Ausgabe B. Doppelheft Nr. 10/11. 1. Jahrgang, Juli August 1930, S. 228–232.
- Willi Wolfradt: Wilhelm Wagner. J. J. Ottens Verlag, Berlin, 1930
- Jean-Paul Sartre: Nekrassow. Übersetzung Willi Wolfradt, Susanne Lepsius. Rowohlt Verlag Hamburg, 1956